# Neurophyseta perlalis
Neurophyseta perlalis là một loài bướm đêm trong họ Crambidae.